# Bienservida (kommunhuvudort)
Bienservida är en kommunhuvudort i Spanien.   Den ligger i provinsen Provincia de Albacete och regionen Kastilien-La Mancha, i den centrala delen av landet, 230 km söder om huvudstaden Madrid. Bienservida ligger 896 meter över havet och antalet invånare är 797.
Terrängen runt Bienservida är kuperad. Runt Bienservida är det mycket glesbefolkat, med 7 invånare per kvadratkilometer. Närmaste större samhälle är Alcaraz, 19,6 km nordost om Bienservida. 